# Joe Penhall
Joe Penhall (Londen, 23 augustus 1967) is een Britse toneelschrijver, filmscenarist en producent.

## Biografie
Joe Penhall werd in Londen geboren, maar verhuisde op vierjarige leeftijd met zijn familie naar Perth (Australië). Hij was de jongste van drie kinderen. Zijn vader was een tandarts, zijn moeder was een psychotherapeute.
Als toneelschrijver brak hij in 2000 door met de theaterproductie Blue/Orange. Voor het toneelstuk werd hij bekroond met een Laurence Olivier Award. In 2005 schreef hij ook de tv-adaptatie van Blue/Orange.
In 2004 vormde Penhall de roman Enduring Love van auteur Ian McEwan om tot een filmscenario, dat vervolgens onder dezelfde titel verfilmd werd door Roger Michell. Later schreef hij ook het scenario voor The Road (2009), een verfilming van het gelijknamige en met een Pulitzerprijs bekroonde boek van schrijver Cormac McCarthy.
Penhall werkte als scenarist zes jaar aan de boekverfilming The Last King of Scotland (2006). Hij vloog onder andere naar Oeganda om er handlangers en slachtoffers van Idi Amin te ontmoeten. Omdat er nadien andere scenaristen ingehuurd werden om aan het project te werken, liet Penhall zijn naam van de uiteindelijke film verwijderen.
In samenwerking met uitvoerend producent en regisseur David Fincher ontwikkelde hij voor Netflix de misdaadserie Mindhunter.

## Toneelstukken
- Some Voices (1994)
- Pale Horse (1995)
- Love and Understanding (1997)
- The Bullet (1998)
- Blue/Orange (2000)
- Dumb Show (2004)
- Landscape With Weapon (2007)
- Haunted Child (2011)
- Birthday (2012)
- Sunny Afternoon (2014)

## Filmografie

### Film
- Some Voices (2000)
- Enduring Love (2004)
- The Road (2009)

### Televisie
- Go Back Out (1995) (tv-film)
- The Long Firm (2004)
- Blue/Orange (2005) (tv-film)
- Moses Jones (2009)
- Birthday (2015) (tv-film)
- Mindhunter (2017–2019)

- Bibsys: 3021351
- Bibliothèque nationale de France: cb14657523h (data)
- Gemeinsame Normdatei: 1013499670
- International Standard Name Identifier: 0000 0000 5220 7776
- Library of Congress Control Number: no96036904
- Nationale Bibliotheek van Tsjechië: ola2004192401
- Nationale Bibliotheek van Israël: 987007439879405171
- Nederlandse Thesaurus van Auteursnamen: 186008201
- Système universitaire de documentation: 050691643
- Virtual International Authority File: 5191807
- WorldCat: E39PBJp9wJBgbhBrX4kPGG3xXd